# Diocèse de San Juan Bautista de las Misiones
Ne doit pas être confondu avec Diocèse de San Juan Bautista de Calama.
Le diocèse de San Juan Bautista de las Misiones (en latin : Dioecesis Sancti Ioannis Baptistae a Missionibus) ; en espagnol : Diócesis de San Juan Bautista de las Misiones) est un diocèse de l'Église catholique du Paraguay suffragant de l'archidiocèse d'Asuncion.

## Territoire

diocèse de San Juan Bautista en rouge

Il comprend les départements de Misione et Ñeembucú ce qui correspond a un territoire de 21 703 km divisé en 31 paroisses. Le siège épiscopal est dans la ville de San Juan Bautista avec la cathédrale saint Jean Baptiste. À Pilar se trouve la basilique Notre-Dame du Pilier.

## Histoire
Le diocèse est érigé le 19 janvier 1957 par la constitution apostolique Qui mandatum accepimus du pape Pie XII en prenant une partie du territoire de l'archidiocèse d'Asuncion et du diocèse de Villarrica del Espíritu Santo.

## Évêques
- Ramón Pastor Bogarín Argaña (19 janvier 1957 - 3 septembre 1976)
- Carlos Milcíades Villalba Aquino (25 juillet 1978 - 22 juillet 1999)
- Mario Melanio Medina Salinas (22 juillet 1999 - 16 février 2017)
- Pedro Collar Noguera (16 février 2017 - 19 décembre 2023)
- Osmar López Benítez (depuis le 5 avril 2025)